# Луїс Хіні
Луїс Хіні (ісп. Luis Gini, нар. 31 жовтня 1935) — парагвайський футболіст, що грав на позиції захисника за низку клубних команд, а також національну збірну Парагваю.

## Клубна кар'єра
На клубному рівні грав на батьківщині за «Соль де Америка» та «Олімпію» (Асунсьйон).
Завершував ігрову кар'єру на початку 1970-х у болівійському «Зе Стронгест».

## Виступи за збірну
1959 року дебютував в офіційних матчах у складі національної збірної Парагваю. Протягом кар'єри у національній команді, яка тривала 3 роки, провів у її формі 8 матчів.
Був у заявці збірної на чемпіонат світу 1958 року у Швеції, однак на поле в іграх світової першості не виходив.

## Титули і досягнення
- Бронзовий призер Чемпіонату Південної Америки: 1959 (Аргентина)